# Berend Modderman

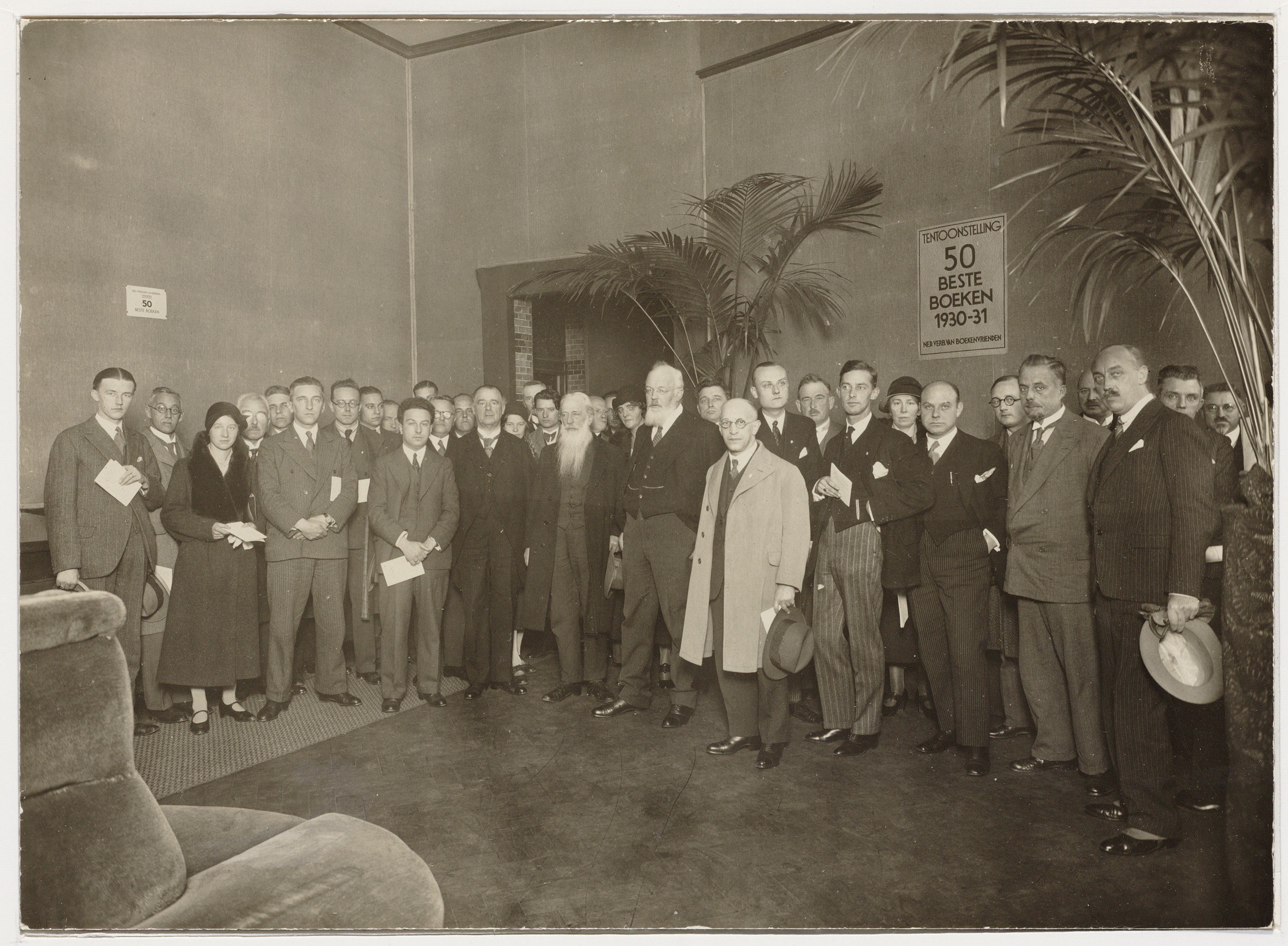
Tentoonstelling van de vijftig beste boeken 1930-1931

Berend Modderman (Winschoten, 18 januari 1870 – Nieuwer-Amstel, 19 februari 1944) was een Nederlandse boekdrukker en graficus.

## Levensloop
Modderman werd geboren in Winschoten, als zoon van rechtbankgriffier mr. Edzard Johan Modderman (1835-1872) en Jantina Haitzema Viëtor (1846-1926). Hij was een kleinzoon van de jurist en politicus Antonius Modderman (1793-1871). In 1900 trouwde hij te Haarlem met Sjoukje van der Leij met wie hij drie kinderen kreeg. Hun dochter Tjitske Elisabeth trouwde in 1927 met de kunstschilder Jan Tiele, zoon Edzard Johan was korte tijd werkzaam als journalist en zoon Sybren Berend werd bibliothecaris.
Modderman deed de Hogere Handelsschool in Hannover. Samen met zijn zwager Jan Willem Enschedé was hij eigenaar van de drukkerij Ipenbuur & Van Seldam in Amsterdam. Hij was auteur en redacteur-uitgever van het Drukkers Jaarboek, dat bij Ipenbuur & Van Seldam verscheen. Modderman was daarnaast verzamelaar van Japanse prentkunst, waarover hij ook publiceerde.
In 1932 was Modderman lid van de commissie van beoordeling voor de Tentoonstelling van de vijftig beste boeken 1930-1931.